# 南方农村报
《南方农村报》是中国广东省的农业报纸，前身是《广东农民报》，创办于1963年，1994年改为现名。报章隶属于南方报业传媒集团，是该集团旗下创办最早的系列报之一。是一份专门关注“三农”的报纸。
该报以“为农民说话，让农民说话，说农民听得懂的话。”作为办报理念。关注农业发展状况，关注农村公益建设，关注农民生存状态，

## 版式
- 新闻版块（含要闻、时事、读者之声、文摘、观点、人与法等专版）
- 农村财富版块（含水果、蔬菜、作物、水产、畜牧、农化、饲料、兽药、农业装备等专版）主要内容：农经领域的新闻、农业政经、产经新闻，传授先进的农业科技信息和市场信息。
- 副刊版块（含热土、文化室、读与写、家庭娱乐、幽默与漫画、健康、医药、彩票等专版）主要内容为娱乐，突出乡土特色和岭南气派。
- 专业增刊（《养殖宝典》专版）主要服务于畜牧与水产养殖、饲料、兽药以及养殖机械行业的精英读者群体。

## 发行状况
《南方农村报》主要在广东发行，主要集中在县、镇市场，目前总发行量55万份，覆盖全省21个地市。其中广州、肇庆、佛山、茂名、江门、梅州、惠州、东莞发行量在2万份以上；汕尾、清远、河源在1万份以上；其余地区在1万份以下。

## 旗下网站
南方农村报系旗下有一报五刊五网，即《南方农村报》、《农财宝典》杂志（分畜牧、水产、农场、种业、茶叶等五种版本）；南方农村报网、新牧网、新渔网、农财网、茶行天下网、达摩院网；以及系列官方微信、微博；手机客户端南方+三农频道、渔行家在线、柑桔通等。
2012年8月，南方报业传媒集团与广东温氏食品集团在广州举行合办新牧网签约。